# Уилкинсон (округ, Миссисипи)
Округ Уилкинсон (англ. Wilkinson County) — округ штата Миссисипи, США. Население округа на 2000 год составляло 10312 человек. Административный центр округа — город Вудвилл.

## История
Округ Уилкинсон основан в 1802 году.

## География
Округ занимает площадь 1753.4 км2.

## Демография
Согласно переписи населения 2000 года, в округе Уилкинсон проживало 10312 человек (данные Бюро переписи населения США). Плотность населения составляла 5.9 человек на квадратный километр.